# Kền kền cọ dầu
Kền kền cọ dầu (danh pháp hai phần: Gypohierax angolensis) là loài chim khá lớn (khối lượng 1,2-1,8 kg) thuộc Họ Ưng (Accipitridae). Đây là loài duy nhất trong chi Gypohierax. Đây là loài chim ăn quả, bất thường đối với các loài chim dạng ưng, nhưng cũng ăn cả cá, cụ thể là cá chết. 